# 松尾優
松尾 優（まつお ゆう）は、日本で活動するミュージカル女優、バレエダンサーである。劇団四季所属。

## 来歴
大阪府豊中市出身。市内にある田中バレエ・アートでバレエを始める。四天王寺高等学校と大阪音楽大学を卒業後、RSミュージカルでの活動を経て、2012年に劇団四季のオーディションに合格して入団。
初舞台は2013年5月に新名古屋ミュージカル劇場で上演された『はだかの王様』で、アンサンブルの1人として出演。また、同公演の全国ツアーにも参加した。

## 主な出演作品
- はだかの王様 (アンサンブル8枠)
- ライオンキング　(アンサンブル12枠)
- ふたりのロッテ　(オルガ)
- キャッツ  (シラバブ)
- オペラ座の怪人  (メグ・ジリー)
- リトル・マーメイド　(アンサンブル5枠)